# タマシイレボリューション
「タマシイレボリューション」は、Superflyの楽曲である。

## 概要
NHKの2010年度サッカーテーマソング。2010 FIFAワールドカップの実況中継・ダイジェストのテーマソングとして使用を開始したが、ワールドカップのみを対象とするテーマソングではなく、以後のJリーグ中継およびJリーグタイム、天皇杯中継、AFCアジアカップ2011その他のサッカー中継やスポーツニュースで使用された。NHKとしては、すべてのサッカープログラムを網羅する形でのテーマソングの採用は初の試み。
6月9日よりショートバージョンが着うたで配信されていたが、ワールドカップにおけるサッカー日本代表の活躍により、フルサイズの配信要望が殺到したことから当初の予定を前倒しし、6月18日より着うたフル・iTunes Store他のサイトで配信を開始。配信サイトのダウンロードランキングで軒並1位を獲得する。
9月1日発売のシングル「Wildflower & Cover Songs:Complete Best 'TRACK 3'」に収録された（Disc 1の2曲目）。配信限定シングル扱いであった「Alright!!」とは異なり、こちらは2007年配信の「愛と感謝」（2008年に愛をこめて花束をのカップリングとしてシングル化）と同じくシングルリリース前の先行配信であり、配信限定シングルではない。そのため、オフィシャルサイトのディスコグラフィにもシングルとしての扱いはされていない。
楽曲が発表された2010年の「第61回NHK紅白歌合戦」にSuperflyの出場はなかったが、2023年の「第74回NHK紅白歌合戦」では本楽曲が歌唱された。

## 収録曲
1. タマシイレボリューション
  - 作詞・作曲：越智志帆、編曲：蔦谷好位置
    - 越智曰く「2010 FIFAワールドカップ、選手のみなさんを後押しできるような力強い楽曲」とのこと[2]。
    - 越智が単独で作詞作曲を行うのは、アルバム『Superfly』収録の「Last Love Song」以来2度目。元々「志帆ロック」というタイトルでサビの部分のみ作られており、タイアップが決定した際にAメロとBメロが作られた。
    - NHKではワールドカップ期間中にこの楽曲のフルコーラスをバックにしたPV風のダイジェスト映像が数種類作成され、ハーフタイム中などに放送された。
    - アルバム『Mind Travel』には「Extended ver.」として、イントロと間奏がアレンジされ、演奏時間が長くなったものが収録された。

## クレジット表記
- 越智志帆 - リード&バッキング・ボーカル、カウベル
- 八橋義幸 - エレクトリック・ギター
- ヒラマミキオ - エレクトリック・ギター
- 種子田健 - エレクトリック・ベース
- 蔦谷好位置 - ピアノ、プログラミング
- 松原"マツキチ"寛 - ドラムス、パーカッション
- 菅坡雅彦 - トランペット
- 横山均 - トランペット
- 村田陽一 - トロンボーン
- 竹野昌邦 - アルトサックス
- 山本拓夫 - テナーサックス

## 収録アルバム
- 『Mind Travel』
- 『Superfly BEST』（Disc2）
- 『Superfly 10th Anniversary Greatest Hits “LOVE, PEACE & FIRE”』（Disc3）